# Eduardo Pereira (1972)
Eduardo Pereira (Dili, 2 gennaio 1972) è un allenatore di calcio ed ex calciatore est-timorese, di ruolo difensore attuale commissario tecnico dell'under 19 del Timor-Est.

## Carriera

### Club
Dal 2004 al 2008 gioca con nel Rusa Fuik.

### Nazionale
Ha rappresentato la Nazionale est-timorese in tre partite.